# Ford Parklane
Ford Parklane – samochód osobowy klasy wyższej produkowany pod amerykańską marką Ford w latach 1955–1956.

## Historia i opis modelu

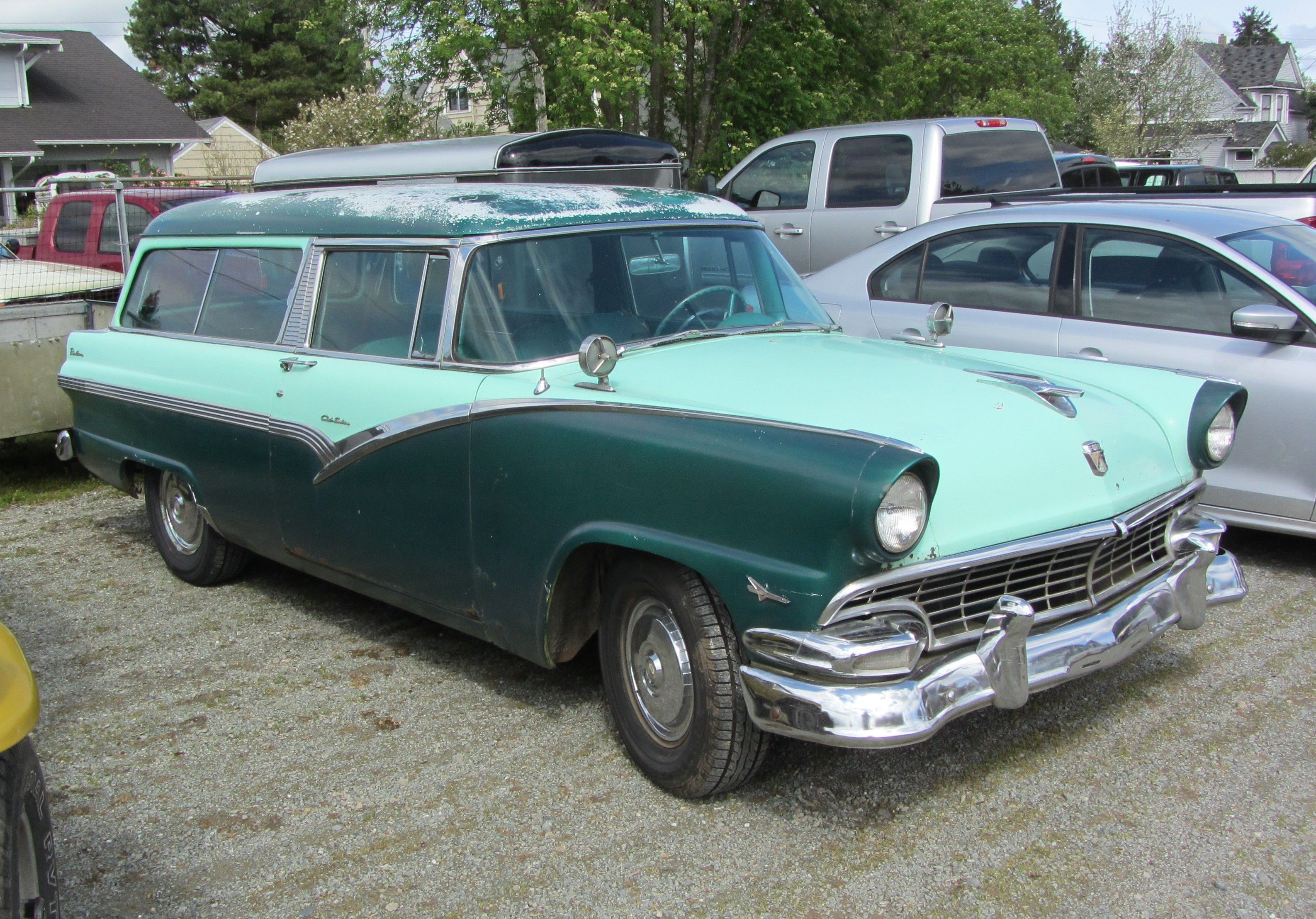
Ford Parklane

W 1955 roku Ford przedstawił nowe, duże kombi, które w dotychczasowej ofercie producenta zastąpiło topowy wariant wyposażenia modelu Ranch Wagon. Ford Parklane powstał na bazie sedana Fairlane, wyróżniając się dwukolorowym malowaniem nadwozia i charakterystycznym, do połowy zakrytym tylnym nadkolem.

### Produkcja
W ciągu trwającej niespełna rok produkcji Forda Parklane powstało nieco ponad 15 tysięcy sztuk modelu, czyniąc go samochodem niszowym i niskoseryjnym. Jego następcą został model Del Rio.

### Silniki
- L6 2.3l Mileage Maker
- V8 2.9l Thunderbird